# 182 (število)
182 (stó dváinósemdeset) je naravno število, za katerega velja 182 = 181 + 1 = 183 - 1.

## V matematiki
- sestavljeno število.
- klinasto število.
- podolžno število
- Ulamovo število {\displaystyle 182=2+180\,\!}.
- ne obstaja noben takšen cel x, da bi veljala enačba φ(x) = 182.

## Drugo

### Leta
- 182 pr. n. št.
- 182, 1182, 2182